# Villberga församling
Villberga församling är en församling i Enköpings pastorat i Upplands västra kontrakt i Uppsala stift och i Enköpings kommun i Uppsala län. 

## Administrativ historik
Församlingen nybildades 2013 när Litslena församling uppgick i Villberga-Hacksta-Löts församling som samtidigt namnändrades till Villberga församling som sedan till 2014 utgjorde ett eget pastorat. Från 2014 ingår församlingen i Enköpings pastorat.

## Kyrkor
- Villberga kyrka
- Hacksta kyrka
- Löts kyrka
- Litslena kyrka
- Husby-Sjutolfts kyrka
- Härkeberga kyrka